# テオドール・ヘッカー賞
テオドール・ヘッカー賞（テオドール・ヘッカーしょう、独: Theodor-Haecker-Preis）は、1995年にエスリンゲン・アム・ネッカー（ドイツ、バーデン＝ヴュルテンベルク州）の町が市民の勇気と政治的誠実さを称えて創設した賞。

## 解説
この賞は、平和と民主主義のための活動において卓越した功績を残した個人または団体に2年ごとに授与される。
賞の名前は、ドイツの哲学者、文学者、レジスタンスの闘士であり、生涯の数年間をエスリンゲンで過ごしたテオドール・ヘッカーへのオマージュとして選ばれた。

## 受賞者
- 1995年 セルゲイ・コヴァレフ（フランス語版）（ロシア）、人権擁護者
- 1997年 ジハン・エル・サダト（フランス語版）（エジプト）、大学教授
- 1999年 サリーマ・ゲザーリ（アルジェリア）、ジャーナリスト
- 2001年 ベスナ・ペシッチ（フランス語版）（セルビア）、人権の擁護と平和の分野における研究
- 2003年 Laurien Ntezimana（ルワンダ）、神学者、1994年の大量虐殺の際にツチ族を保護し、民族グループの和解に尽力したことに対して[1]
- 2005年 エレン・ケスキン（トルコ語版、英語版）（トルコ）
- 2007年 Judith Galarza（メキシコ）、人権活動家[2]
- 2009年 Kitwe Mulunda Guy（コンゴ民主共和国）、人権擁護活動に対して[3]
- 2011年 シヴァ・ナザール・アハリ（フランス語版）（イラン）、人権擁護活動に対して[4]
- 2013年 レイラ・ユヌス（フランス語版）（アゼルバイジャン）、平和と民主主義のための研究所（IPD）所長：汚職撲滅と政治犯支援への献身を称えて
- 2015年 Laisa Santos Sampaio（ブラジル）、地元住民の生計の源であるアマゾンの森林生態系を保護する活動に対して[5]
- 2017年 Urmila Chaudhary（ネパール）、ネパールの奴隷状態の少女の権利と教育へのコミットメントに対して[6]
- 2020年 Rugiatu Neneh Turay、シエラレオネの女性労働者[7]
- 2022年 マリア・コレスニコワ、ベラルーシ出身の人権活動家[8]
- 2023年 セイラン・アテシュ、 弁護士、女性の権利擁護活動家、イブン・ルシュド・ゲーテ・モスクの創設発起人[9]

2000年、ベラルーシの改革者であり反対運動家であったヴィクタール・ハンチャールが、特別な式典で表彰された。
2011年のシヴァ・ナザール・アハリへの受賞に基づき、エスリンゲン市議会は翌日、全会一致で、アハリの鞭打ち74回と禁固4年の刑の執行を停止するようイラン政府に働きかけるようドイツ政府に要請する決議を採択した。アハリは人権賞を直接受け取ることができなかった。
2013年にレイラ・ユヌスが受賞するまでの間、アゼルバイジャン名誉領事でドイツ政府の元報道官であるオットー・ハウザーは、エスリンゲン市長のユルゲン・ツィーガーに電話をかけて、この受賞を阻止しようとしたが無駄だった。ハウザーはその後、ユヌスのために立ち上がることも拒否した。
2022年、マリア・コレスニコワは、ベラルーシの2020年大統領選挙後の民主主義と人権への非暴力的なコミットメントに対して表彰された。

## テオドール・ヘッカー名誉賞
本賞のほかに、個人やグループに「テオドール・ヘッカー名誉賞」を授与することができる。これまでは、テオドール・ヘッカーの生涯と作品に関する研究に多大な貢献をした学者や個人が受賞してきた。
2001年には、ユダヤ人少女が強制収容所に強制送還されたことを題材にした小学生が名誉賞を受賞した。
2007年には、SVバーベルスベルク03のファン・プロジェクトが、グループとして初めてこの名誉賞を受賞した。その理由は、暴力、人種差別、ネオナチ傾向に反対する若者たちとの活動の優れた成功例であった。
他の受賞者は、青少年演劇「ステージ・ダイバーズ」、国際ソロプチミストの地元クラブ、「ヒーローズ」（暴力防止プロジェクト）である。